# Bollegidia sootai
Bollegidia sootai is een vlokreeftensoort uit de familie van de Bogidiellidae. De wetenschappelijke naam van de soort is voor het eerst geldig gepubliceerd in 1972 door Coineau & Rao.